# Savoyai Jenő
Savoyai Jenő vagy Savoyai Eugén (németül: Eugen von Savoyen), eredeti teljes francia nevén Eugène-François de Savoie-Carignano gróf (Párizs, 1663. október 18. – Bécs, 1736. április 21.) a Savoyai-dinasztia carignanói ágából származó főnemes, Carignano hercege, német-római császári hadvezér. Korának egyik legkiválóbb stratégája, egész Európa egyik legbefolyásosabb embere. Többek között a porosz hadsereg is számos alapvető mintát kölcsönzött tőle, így a poroszok jól bevált aknaharcászata is tőle származik.

## Származása és neveltetése
Édesapja a Savoyai-dinasztia carignanói ágából származó Eugène-Maurice de Savoie-Carignan (1635–1673) volt, Soissons és Dreux grófja, a francia királyi haderő tábornoka, Champagne és Brie katonai kormányzója, Savoyai Tamás Ferencnek (1595–1656), Carignano első hercegének és Marie de Bourbon francia királyi hercegnőnek (1606–1692) legkisebb fia.
Édesanyja Olympe Mancini bárónő (1640–1708) volt, Soissons grófnéja, Mazarin bíboros unokahúga.
Anyja korábban XIV. Lajos francia király kegyencnője volt, később azonban udvari intrikák (mérgezési ügy) folytán kegyvesztetté vált, attól kezdve gyűlölettel viseltetett a francia királyi udvar iránt. Fiait, köztük a legifjabbat, Jenőt is ebben a szellemben nevelte. A fiatalember homoszexuális kicsapongásai feltűnést keltettek az udvarban. Amikor XIV. Lajos király és Louvois márki, hadügyminiszter az apró termetű és vézna Jenő grófot katonai pályára alkalmatlannak mondták, ehelyett papi pályára akarták küldeni, a „kis apátnak” gúnyolt Jenő, aki csak hadi babérokról álmodozott, 1683-ban bosszúsan elhagyta Franciaországot, és I. Lipót német-római császárnak (és magyar királynak) ajánlotta fel szolgálatait. A bécsi udvarnál szívesen fogadták a „kis csuklyás barátot”, és kérelmére kinevezték egy dragonyos ezredhez.

## Pályafutása

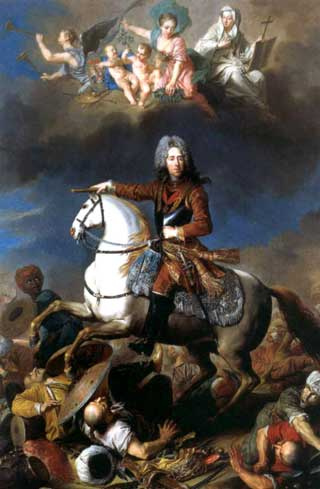
Savoyai Jenő, a törökverő hadvezér allegorikus képe

### A visszafoglaló háború időszaka
Ennek soraiban Savoyai Jenő először Petronellnél harcolt, a Bécs ostromára közelgő törökök ellen (1683. július 7.), majd részt vett az ostromlott Bécs felmentésében, amiért egy dragonyos ezred tulajdonosává vált.
Részt vett Buda eredménytelen ostromában (1684) és 1685-ben az esztergomi diadal kivívásában, ahol unokafivére, Lajos badeni őrgróf felismerte hadvezéri tehetségét. Buda várának végleges visszavívásakor (1686) jobb kezén súlyos sebet kapott, melyből Velencében felépülve részt vett az 1687. augusztus 12-én a harsányi lejtőn a török ellen vívott csatában. Lovasaival elsőként törte át az ellenség sáncát. A győzelem hírét ő vitte Bécsbe.
1688-ban már mint altábornagy harcolt Miksa bajor választófejedelem mellett Belgrád bevételénél, ekkor újra megsebesült.
1689–96-ban a pfalzi örökösödési háborúban a franciák ellen harcolt változó szerencsével, előbb a Rajna mellett, majd 1690-től Savoyában viselt hadat rokonának, II. Viktor Amadé savoyai hercegnek oldalán.
1692-ben Dél-Franciaországba tört be, az ingatag savoyai herceg elpártolása után pedig újra Észak-Itáliában harcolt. Ekkor, 1693-ban tábornaggyá léptették elő.
Mihelyt az itáliai háború véget ért, Rüdiger von Starhemberg tábornagy javaslatára I. Lipót császár őt nevezte ki a törökök ellen indított haderő fővezérévé. Savoyai Jenő először Péterváradot védte meg, majd a visszavonuló törököket üldözve Zentánál akkor csapott le a nagyvezír hadára, amikor az éppen átkelt a Tiszán (1697. szeptember 11.) A kettészakadt török sereg két órai harc alatt döntő vereséget szenvedett. A zentai diadal, amely 30 000 török életébe került, véglegesen megtörte a törökök magyarországi hatalmát, és egyúttal megvetette Savoyai Jenő európai hírnevének alapját.
A következő hónapban, október 23-25. között Szarajevó kifosztása és felgyújtása a herceg kevésbé dicsőséges tettei közé tartozik. Igaz, visszavonuló csapataihoz sok boszniai katolikus lakos csatlakozott. Megmaradt fővezérnek, amíg a török a karlócai békében (1699. január 26-án) le nem mondott Erdélyről és a Bánság kivételével egész Magyarországról.

### A spanyol örökösödési háború
A béke helyreálltával Savoyai Jenő pihenni készült magyarországi birtokain, de a spanyol örökösödési háború kitörése újra a csatatérre hívta. Lipót császár 1703 júniusában kinevezte az Udvari Haditanács elnökévé. Az 1704-es esztendő újabb csapást hozott a Habsburg Birodalomra: Savoyai Jenő korábbi harcostársa, II. Miksa Emánuel bajor választófejedelem nyíltan átpártolt a franciákhoz, a Rákóczi zászlaja alatt felsorakozott magyar felkelők már Alsó-Ausztria és Morvaország határvidékén mutatkoztak.
Savoyai Jenő ezért Pozsonyba sietett a felkelők leverésére, de hamarosan visszarendelték Bécsbe, innen a németországi csatatérre küldték, hogy a francia és a bajor csapatok egyesítését megakadályozza. Bajorországba sietett, ahol egyesült Marlborough herceg hadaival. 1704. augusztus 13-án vívták a szövetségesek Höchstädt és Blindheim (angolosan Blenheim) mellett azt a döntő csatát, amely megakasztotta a francia haderő előrenyomulását a Duna mentén, és Bajorországot a Habsburg császár hatalmába adta. Savoyai Jenő ezek után 1705 elején a déli csatatérre, Itáliába távozott. 1706. szeptember 7-én a császári, porosz és savoyai csapatok Savoyai Jenő vezénylete alatt hirtelen megtámadták és a torinói csatában megverték a francia hadat. A franciák teljesen kiszorultak Itáliából, és XIV. Lajos 1707. március 13-án kénytelen volt lemondani itáliai igényeiről (Nápoly kivételével).
1708-ban a császár Dél-Németalföldre küldte, ahol Marlborough hercegével együtt július 11-én Oudenaarde mellett fényes, de rendkívül véres győzelmet vívott ki. Október 22-én a szövetségesek bevették Lille erődjét, majd Gentet és Brüggét is. 1709. szeptember 11-én újabb diadalt arattak Malplaquet mellett. Ekkor Savoyai Jenő maga is azt tanácsolta a császárnak, fogadja el a francia király békeajánlatát. 1713. április 11-én kötötték meg a hadban állók az utrechti békeszerződéseket, melyekben XIV. Lajos békét kötött Angliával, Hollandiával, Savoyával, Portugáliával és Poroszországgal. VI. Károly császár megbízása alapján Villars tábornaggyal (1714. március 7-én), a Habsburg Birodalom (Ausztria) nevében Rastattban, a Német-római Birodalom nevében pedig a svájci Badenben kötött békét. Elzász megmaradt a franciák kezében, Spanyol-Németalföldet a Habsburg Birodalom kapta meg. A béke helyreálltával Károly császár Savoyai Jenőt az Osztrák Németalföld Habsburg helytartójává nevezte ki.

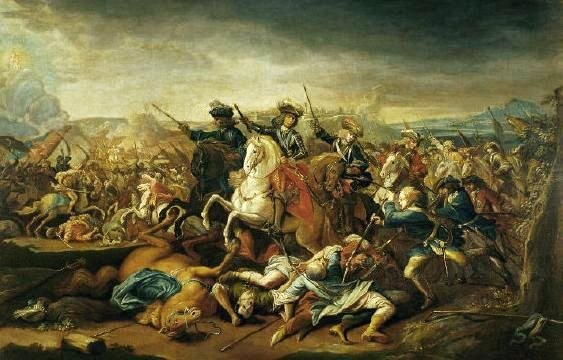
Savoyai Jenő Belgrád ostrománál, 1717 (Johann Gottfried Auerbach festménye)

### A második összecsapás a törökökkel
Amikor a porta megszegte az 1699. évi karlócai békét, a császár 64 000 katonával a törökök ellen küldte győztes vezérét. Ali pasa 150 000 emberrel Pétervárad felmentésére közeledett, mikor Savoyai Jenő és Pálffy János 1716. augusztus 5-én elvágta az útját és teljesen megverte. Savoyai Jenő innen Temesvár alá sietett, a fontos végvárat a Bánság többi váraival együtt elfoglalta a töröktől.
A következő évben, 1717-ben Savoyai Jenő a török szeme láttára szállította át a hadseregét a Dunán és körülzárta Belgrádot. Miközben azonban a várat ostromolta, a nagyvezír erős felmentő serege az ő hadát fogta körül. Ha a várőrség és a nagyvezír egyszerre támadják meg Habsburg–török háború (1716–18) hadseregét, az könnyen válságos helyzetbe kerül. De a nagyvezír hírnöke, Vékony János volt kuruc vitéz Pálffy János kezébe juttatta a belgrádi pasának szánt levelét. Ebből Savoyai Jenő megtudta a támadás tervezett napját, és azt megelőzendő, 1717. augusztus 15-én teljes haderejével megtámadta a nagyvezír hadát, és fényes győzelmet aratott, azután pedig magát Belgrád őrségét is megadásra kényszerítette.
Ezután Szendrőt, Szabácsot és Orsovát hódította meg. E diadalok hatására a szultán 1718. július 21-én megkötötte a pozsareváci (passarowitzi) békét, amelyben a török lemondott Belgrádról, Szerbia és Bosznia nagy részéről, és az Olt folyóig terjedő Kis-Oláhországról.

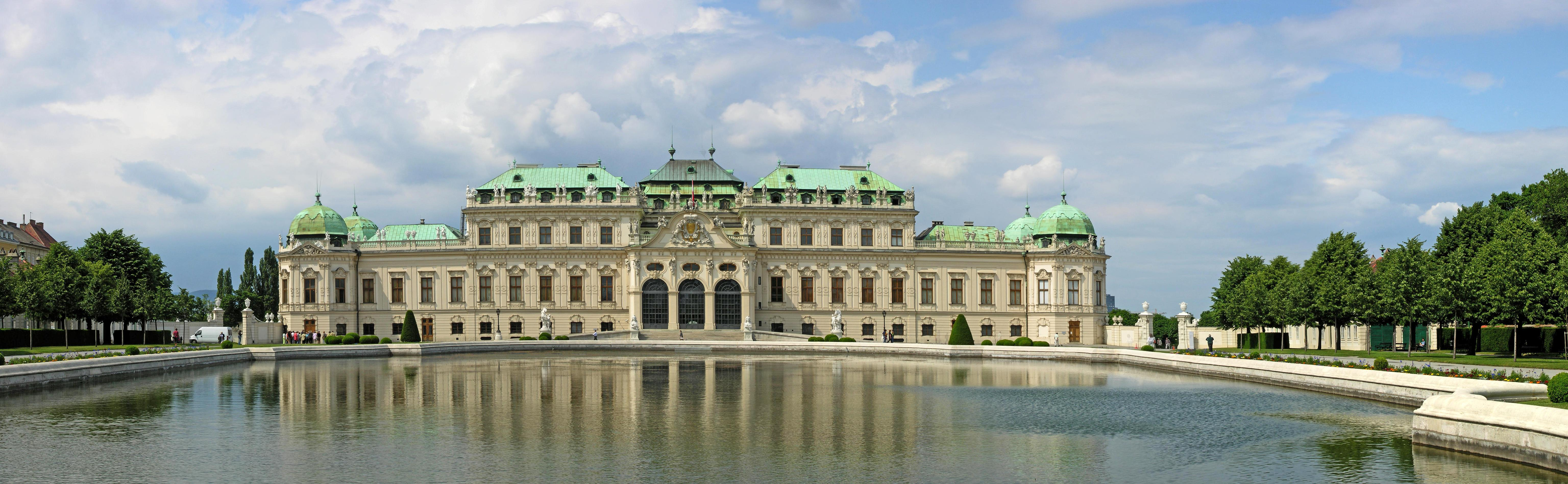
A bécsi Belvedere kastély

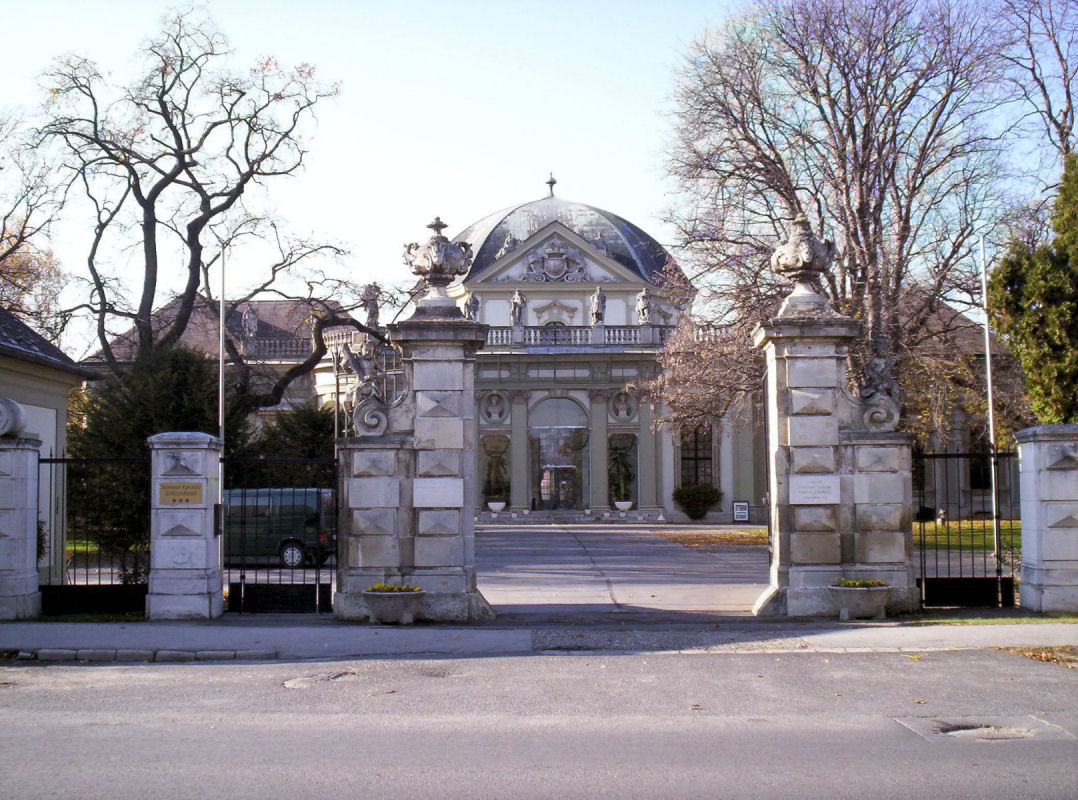
A ráckevei Savoyai-kastély

## Halála
1734-ben a lengyel örökösödési háború kitörésekor rábízták a birodalmi hadsereg vezérletét, de még mielőtt csatára került volna sor, a 71 éves hadvezért visszahívták. Helyére Károly Sándor württembergi herceget nevezték ki. Bécsbe visszatérve még sürgette Mária Terézia és Lotaringiai Ferenc herceg egybekelését, és azután szélütés következtében meghalt.

## Személyisége
A Habsburgok államainak legjelesebb hadvezére, a hadtörténet egyik legnagyobb lángelméje. Nagy szerepe volt abban, hogy a Habsburgok monarchiája győztes nagyhatalomként emelkedett ki a 17. század fordulóján dúló európai háborúkból, és így abban is, hogy a Magyar Királyság a török hódoltság alól felszabadulva a Habsburg Birodalom megszállása alá került és annak részévé vált. Személyes hősiességét és katonai szaktudását ellenfelei is tisztelték, mint ezt Villars marsallal való levelezése is tanúsítja. Császárai, különösen I. Lipót és I. József nagyra becsülték, saját katonái pedig szinte bálványozták.
A Rákóczi-szabadságharc fölháborította. Lázadásnak tekintette, az országot a töröktől megszabadító császár ellen irányult, így árulásnak tartotta. A „bűnösök” kemény megbüntetését követelte, és ellenezte a kurucokkal folytatott tárgyalásokat: „Mióta kell a fejedelemnek alattvalóival, méghozzá rebellis alattvalóival békét kötnie? Egyáltalában, van-e joga a rebellisnek háborút viselni? Milyen törvény kötelezi a fejedelmet a lázadókkal való tárgyalásokra?” – írta. Mégis, a megkötött szatmári békét örömmel fogadta, ezt is ő írta 1711. június 20-án gróf Pálffy János tábornagynak, a labancok főtárgyalójának: „Tízszer megcsókoltam levelét… Én kezdettől fogva egy második Teleki Mihályt láttam Önben; ő megmentette hazáját, Ön pedig inkább okosságával, mint karddal megtartotta azt.” – az ellentmondást talán az magyarázza, hogy Jenő herceg nem számított a tárgyalások sikerére.
A kis termetű férfi a kor szokása szerint óriási parókát viselt, ám szokatlanul egyszerűen öltözködött, a pompát kerülte, a feltűnéstől idegenkedett és csak egy szenvedélynek hódolt, a tubákolásnak. Szerénységében nem tűrte, hogy Hollandiában szobrot emeljenek neki, az ajándékokat visszautasította és ellensége volt a protekciónak.
Valószínűleg homoszexualitása volt az oka annak, hogy soha nem házasodott meg, kora homoszexuálisaival ellentétben helyzetének köszönhetően neki nem volt szüksége a látszat fenntartására; minden szabadidejét a tudománynak és a művészeteknek szentelte. Bár egyesek fiatalkori kicsapongásnak tekintik az azonos neműekkel folytatott kapcsolatait, viszont egyetlen heteroszexuális viszonyáról sincs elfogadható bizonyíték.
Bellyén a 18. század első felében vadászkastélyt építtetett, de csak ritkán tartózkodott ott. A bécsi Belvedere-kastély és a morva-mezei Hof-kastély (Schloss Hof), az alsó-ausztriai Schlosshof községben (ma: Engelhartstetten része) voltak kedvenc tartózkodási helyei. Mindkét palotában remek könyvtárat és képtárat gyűjtött; Montesquieu-vel és Leibnizcel bölcsészeti és államjogi kérdésekről levelezett, és ez utóbbival egy Bécsben felállítandó tudományos akadémia alapításának ügyéről tanácskozott. Mecénása volt Jean-Jacques Rousseau költőnek, Pietro Giannone nápolyi történetírónak, és különben maga is értekezett a hadművészetről Marlborough hercegéhez, James Stanhope-hoz, Stanhope I. grófjához, Villars marsallhoz és másokhoz intézett leveleiben. Finom műérzékéről tanúskodik a bécsi Belvedere-kastély és annak gazdag képtára, valamint az Alessandro Albani bíborossal  folytatott barátságos levelezése. Magyarországi birtoka a Csepel-sziget volt, itt építtette a ráckevei kastélyt, és a budafoki szőlőhegy (Promontor).

## Emlékezete
Magyarországon tisztelet övezi, hiszen igen jelentős hadvezéri érdemeket szerzett a török kiverésében, valamint a Rákóczi-szabadságharc utáni 1716–18-as Habsburg–török háborúban is. Győzelmei biztosították az ország határait és ez kulcsfontosságú volt a 18. század elején megkezdődő béke és újjáépítés szempontjából.
- A Budavári Palota előtt álló lovas szobrát Róna József készítette, 1900-ban állították.
- A bécsi Hofburg előtt álló lovas szobra Anton Dominik Fernkorn(wd) műve, 1865-ben leplezték le.
- Carrarai márványból faragott életnagyságú szobrát felállították a Hadvezérek csarnokában, a bécsi Hadtörténeti Múzeumban.

Az egykori birtokához tartozó Budafok – korábbi nevén Promontor, ma Budapest XXII. kerületének része – főtere a herceg nevét viseli, és rá utal a XI. kerület határában épült Savoya Park nevű bevásárlóközpont elnevezése is. 2018 óta névadója egy közéleti est sorozatnak is. Ráckevén emlékét a Savoyai Egyesület őrzi 2002 óta, és a civil szervezet nagyon jó kapcsolatot ápol a helybéli kastély egykori tulajdonosaival, a Habsburg-családdal.
Elismertségét jelzi, hogy ő az egyetlen olyan személy, akiről négy különböző állam hadihajót nevezett el. Az első világháborúban a brit HMS Prince Eugene monitor és az osztrák-magyar SMS Prinz Eugen csatahajó, míg a második világháborúban a Prinz Eugen német nehézcirkáló és az Eugenio di Savoia olasz könnyűcirkáló viselte a nevét. Ugyancsak róla nevezték el 7. Waffen-SS Önkéntes Hegyivadász Hadosztályt.